# Sân bay Le Havre – Octeville
Sân bay Le Havre – Octeville (tiếng Pháp: Aéroport du Havre-Octeville) (IATA: LEH, ICAO: LFOH), là một sân bay tọa lạc ở phía bắc Le Havre, Pháp.

## Tuyến bay theo lịch trình
- Air France cung ứng bở Brit Air (Lyons, Rouen)
- Airlinair (Amsterdam, Toulouse)